# Faidón z Élidy
Faidón z Élidy (starořecky Φαίδων) byl starořecký filozof, žák Sokratův, zakladatel elidské školy. Narodil se okolo roku 400 př. n. l. ve Starověké Élidě.

## Život
Faidón pocházel z aristokratické rodiny. Ve válce mezi Spartou a Elidou se dostal do zajetí, prodali ho do otroctví a musel sloužit v jakémsi aténském nevěstinci. Sókratés přiměl Kritona (nebo Kébeta), aby Faidóna vykoupil.

## Dialog Zópyros
Filozofické názory Faidóna jsou téměř neznámé, jeho zájem se pravděpodobně soustředil na etiku. Dochovaly se jen dva jeho dialogy Zópyros a Simon. Asi nejdůležitějším Faidónovým dílem byl Zópyros, který zachycuje příhodu o tom, jak Zópyros, který osobně neznal Sokrata, usoudil podle jeho tváře, že je to člověk omezený a neřestný. Sokrates Zópyra za tento názor pochválil a potvrdil, že kdysi opravdu takovým byl, ale že sebevýchovou v sobě tyto ošklivé vlastnosti překonal. Faidón v tomto dialogu řešil i širší problematiku vztahu mezi vzhledem a charakterem, problémy vlivu výchovy na vrozené vlastnosti a podobně.

## Platón a Faidón
Podle českého filozofa Jana Patočky byl Faidon vždy jedním z hlavních pramenů Platónovy filozofie, zvláště pro jeho doktrínu o idejích.
Podle Faidóna nazval Platón i jeden ze svých nejslavnějších dialogů. Faidon z Elidy, který je zde vyobrazen jako věrný druh Sokratův, zde rozmlouvá z Echekratem z Fliuntu. Echekrates zjišťuje, že Faidon byl u Sokrata v osudný den jeho smrti, kdy byl přinucen vypít jed, a žádá ho, aby vyprávěl, o čem Sokrates hovořil a na co myslel v posledních chvílích. Faidon pak líčí dojmy ze Sokratova čekání na smrt a vypočítává, kdo všechno ho navštívil v jeho cele smrti. Odtud pak Platón přechází ke své obhajobě myšlenky o nesmrtelnosti duše.